# Iurie Miterev
Iurie Miterev (28 februarie 1975 – 27 iunie 2012) a fost un fotbalist din Republica Moldova, care a jucat cea mai mare parte din cariera sa la clubul Zimbru Chișinău. Între 1992-2006 Iurie Miterev a jucat 36 meciuri la echipa națională de fotbal a Moldovei, marcând 8 goluri. Într-un meci jucat pe 28 august 1992 contra reprezentativei statului Congo, Iurie Miterev a marcat trei goluri, acesta fiind al doilea hat-trick din istoria naționalei Moldovei.

## Cariera de club
Iurie Miterev a devenit cunoscut când s-a clasat pe locul secund în topul golgheterilor în Divizia Națională 1996-1997, cu un număr impresionant de 34 de goluri marcate, cu doar un gol mai puțin decât Serghei Rogaciov. Și în următorul sezon el la fel a devenit al doilea maractor, de data aceasta fiind în spatele lui Serghei Cleșcenco.
În vara lui 2001 Iurie Miterev s-a transferat la Cernomoreț Odesa.

## Cariera internațională
Între anii 1992-2006 Iurie Miterev a jucat 36 de meciuri pentru echipa națională de fotbal a Moldovei, marcând 8 goluri. Printre cele mai recente meciuri jucate de el sunt și 5 meciuri în Calificările pentru Campionatul Mondial de Fotbal 2006. Într-un meci jucat pe 28 august 1992 contra reprezentativei statului Congo, Iurie Miterev a marcat trei goluri, acesta fiind al doilea hat-trick din istoria naționalei Moldovei. Cele 8 goluri pentru națională Iurie Miterev le-a înscris în doar 4 meciuri, reușind să realizeze un hat-trick și două duble.

## Decesul
Pe 27 iunie 2012, Iurie Miterev a decedat din cauza leucemiei.

## Trivia
Iurie Miterev a fost unul din cei 11 fotbaliști moldoveni provocați la un joc de tenis și câștigați de către Tony Hawks, și a apărut în cartea sa, Playing the Moldovans at Tennis.

## Goluri internaționale
| #  | Data              | Stadion                                           | Adversar  | Scor | Rezultat | Competiția               |
| -- | ----------------- | ------------------------------------------------- | --------- | ---- | -------- | ------------------------ |
| 1. | 28 august 1992    | Stadionul Internațional din Amman, Amman, Sudan   | Congo     | 1-0  | 3-1      | Meci amical              |
| 2. | 28 august 1992    | Stadionul Internațional din Amman, Amman, Sudan   | Congo     | 2-0  | 3-1      | Meci amical              |
| 3. | 28 august 1992    | Stadionul Internațional din Amman, Amman, Sudan   | Congo     | 3-0  | 3-1      | Meci amical              |
| 4. | 15 noiembrie 1995 | Stadionul Republican, Chișinău, Republica Moldova | Georgia   | 2-0  | 3–2      | Preliminariile Euro 1996 |
| 5. | 15 noiembrie 1995 | Stadionul Republican, Chișinău, Republica Moldova | Georgia   | 3–1  | 3–2      | Preliminariile Euro 1996 |
| 6. | 30 octombrie 1996 | Stadio La Sciorba, Genova, Italia                 | Indonezia | 1-1  | 2–1      | Meci amical              |
| 7. | 30 octombrie 1996 | Stadio La Sciorba, Genova, Italia                 | Indonezia | 2–1  | 2–1      | Meci amical              |
| 8. | 18 august 2004    | Stadionul Sheriff, Tiraspol, Republica Moldova    | Georgia   | 1-0  | 1-0      | Meci amical              |

## Legături externe
- Iurie Miterev pe site-ul National-Football-Teams.com
- FIFA.com Arhivat în 1 iulie 2013, la Wayback Machine.
- Profil Arhivat în 21 martie 2016, la Wayback Machine. pe soccerway
- Profil pe site-ul FFU Arhivat în 6 aprilie 2012, la Wayback Machine.